# Dodeni, Neamț
Dodeni este o localitate componentă a orașului Bicaz din județul Neamț, Moldova, România.